# Garamantészek

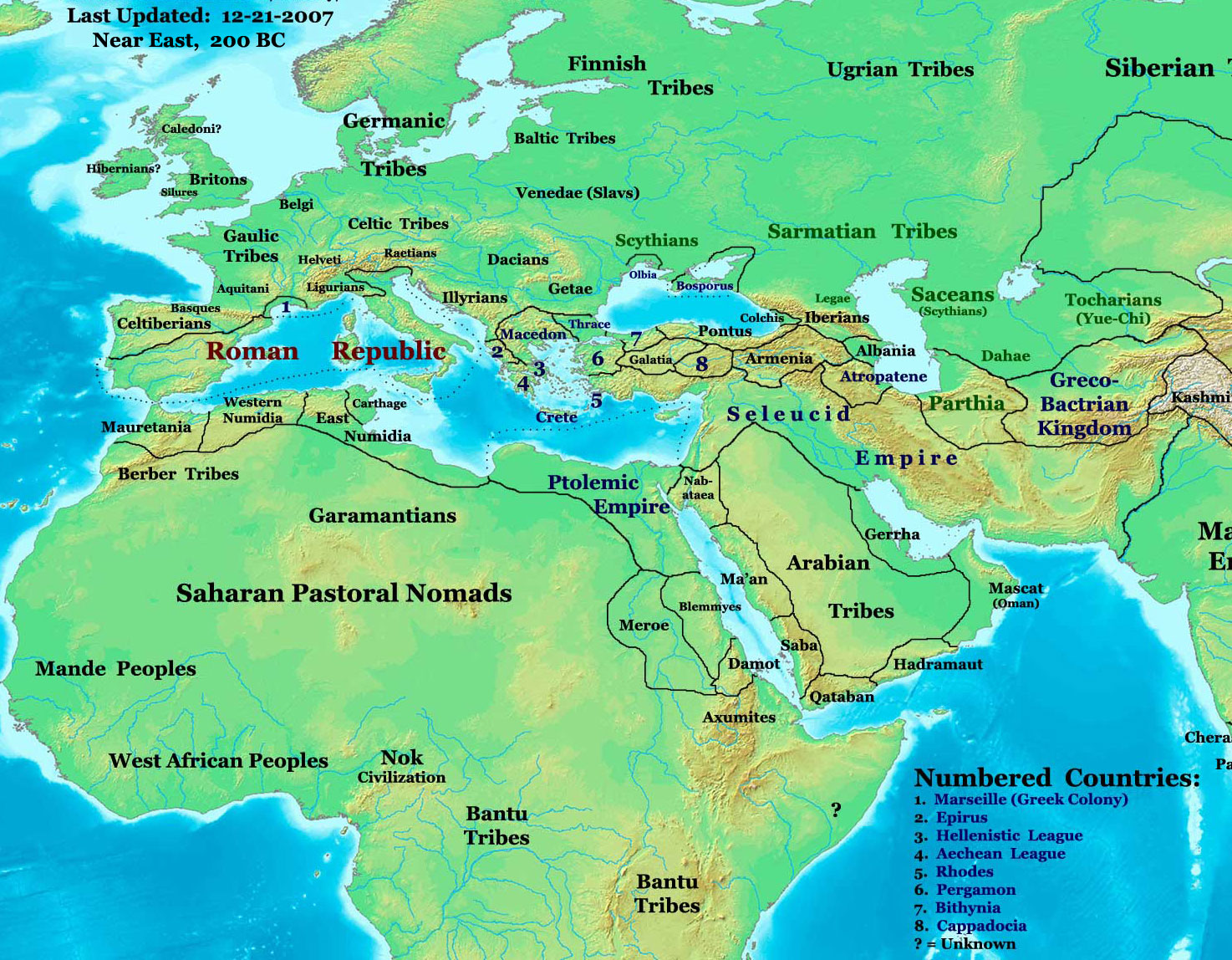
Ahol éltek az ókorban a garamantészek.

A garamantészek vagy garamantok ókori berber törzs voltak. Belső-Líbia déli területén éltek a mai Tibboszban, Szudán és Bornu egy részében egészen Dárfúrig. Részint földművelésből és állattenyésztésből (pl. marhatenyésztés), részint kereskedelemből éltek. Kifinomult földalatti öntözőrendszert építettek. Fővárosuk Garama, a mai  Jarmah helyén állt. Háborúikban négylovas hadi szekeret alkalmaztak.
A görögök – Hérodotosz – az i. e. 5. században tudtak a létezésükről, bár már az i. e. 9. században azon a területen éltek. A rómaiak Lucius Cornelius Balbus hadjárata (i. e. 19) és Tacfarinas felkelése kapcsán kerültek érintkezésbe velük. Livius, Tacitus és Sztrabón is említi őket. Államuk helyi nagyhatalom volt az 5. századig.
Régészeti bizonyítékok szerint városaikban fórum, piac és szórakozóhelyek is voltak. Sokan úgy gondolják, hogy a líbiai sziklarajzok tőlük származnak. Ellenőrizték a szaharai karavánutakat; a só, a rabszolgák és az arany Egyiptomból és a szub-Szaharai Afrikából ide áramlott. A birodalom a fejlett vízgazdálkodásnak köszönhette fennmaradását, amit a garamantok a föld alatti vízkészletek csatornázásával oldottak meg. Földfelszíni vízkészleteik nem voltak. A régészek nagy számú föld alatti csatornát tártak fel, ezek neve: foggara.
A föld alatti vízkészletek túlzott használata miatt a víz elfogyott és a birodalom az 5. században összeomlott.
Sokan úgy gondolják, hogy a garamantok, vagy garamantészek utódait a mai tuaregekben kell keresni. Mivel a garamantok szekereket használtak, a tuaregek területén fellelhető sziklarajzokon is vannak ilyen szekerek. Ennek viszont egyetlen szépséghibája van, mégpedig az, hogy a garamantok földjén látható rajzokon négylovasak a szekerek, ezzel szemben a tuaregeknél csak kétlovas szekerek láthatóak.